# Haji Wright
Haji Wright (Los Angeles, 27 maart 1998) is een Amerikaans voetballer die doorgaans als aanvaller speelt.

## Clubcarrière
Wright verruilde in 2015 LA Galaxy voor New York Cosmos. In 2017 tekende hij bij het Duitse Schalke 04. Tijdens het seizoen 2017/18 werd de boomlange spits verhuurd aan SV Sandhausen. In vijftien wedstrijden maakte hij één doelpunt in de 2. Bundesliga. Op 24 november 2018 debuteerde Wright in de Bundesliga namens Schalke 04 in een thuiswedstrijd tegen 1. FC Nürnberg. Zijn eerste competitietreffer volgde op 19 december 2018 in het thuisduel tegen Bayer 04 Leverkusen. In juli 2019 verkaste Wright naar VVV-Venlo waar hij een contract tekende voor een jaar met een optie van nog een seizoen. De Nederlandse eredivisionist maakte geen gebruik van die optie. De aanvaller, die in 22 competitie duels niet tot scoren kwam en alleen in de beker eenmaal doel trof, mocht hierna uitkijken naar een andere club. In augustus 2020 tekende Wright vervolgens een tweejarig contract bij SønderjyskE. In Denemarken was de Amerikaanse aanvaller wel trefzeker met 13 doelpunten in 37 officiële wedstrijden. SønderjyskE verlengde in juli 2021 zijn contract met nog een jaar tot 2024 en verhuurde hem vervolgens aan Antalyaspor. Na een succesvol seizoen werd hij definitief overgenomen door de Turkse club, waar hij een driejarig contract tekende. Ook in zijn tweede seizoen in de Süper Lig was Wright trefzeker met 15 doelpunten in 28 wedstrijden. Hij speelde zich daarmee in de kijker van Coventry City dat hem in augustus 2023 overnam voor een bedrag van negen miljoen euro, een clubrecord.

### Statistieken

#### Beloften
| Seizoen                           | Club              | Competitie         | Competitie | Competitie | Overig | Overig | Totaal | Totaal |
| Seizoen                           | Club              | Competitie         | Wed.       | Dlp.       | Wed.   | Dlp.   | Wed.   | Dlp.   |
| --------------------------------- | ----------------- | ------------------ | ---------- | ---------- | ------ | ------ | ------ | ------ |
| 2015                              | New York Cosmos B | NPSL               | 4          | 5          | –      | –      | 4      | 5      |
| 2018/19                           | FC Schalke 04 II  | Oberliga Westfalen | 22         | 14         | –      | –      | 22     | 14     |
| Totaal beloften                   | Totaal beloften   | Totaal beloften    | 26         | 19         | 0      | 0      | 26     | 19     |
| Bijgewerkt tot en met 19 mei 2019 |                   |                    |            |            |        |        |        |        |

#### Senioren
| Seizoen                        | Club            | Competitie      | Competitie | Competitie | Beker | Beker | Overig1 | Overig1 | Totaal | Totaal |
| Seizoen                        | Club            | Competitie      | Wed.       | Dlp.       | Wed.  | Dlp.  | Wed.    | Dlp.    | Wed.   | Dlp.   |
| ------------------------------ | --------------- | --------------- | ---------- | ---------- | ----- | ----- | ------- | ------- | ------ | ------ |
| 2015                           | New York Cosmos | NASL            | 3          | 0          | 1     | 0     | –       | –       | 4      | 0      |
| 2016/17                        | FC Schalke 04   | Bundesliga      | 0          | 0          | 0     | 0     | 0       | 0       | 0      | 0      |
| 2017/18                        | → SV Sandhausen | 2. Bundesliga   | 15         | 1          | 0     | 0     | –       | –       | 15     | 1      |
| 2018/19                        | FC Schalke 04   | Bundesliga      | 7          | 1          | 0     | 0     | 0       | 0       | 7      | 1      |
| 2019/20                        | VVV-Venlo       | Eredivisie      | 22         | 0          | 1     | 1     | –       | –       | 23     | 1      |
| 2020/21                        | SønderjyskE     | Superligaen     | 29         | 11         | 7     | 2     | 1       | 0       | 37     | 13     |
| 2021/22                        | → Antalyaspor   | Süper Lig       | 31         | 14         | 3     | 1     | –       | –       | 34     | 15     |
| 2022/23                        | Antalyaspor     | Süper Lig       | 28         | 15         | 1     | 1     | –       | –       | 29     | 16     |
| 2023/24                        | Coventry City   | Championship    | 44         | 16         | 5     | 3     | 1       | 0       | 50     | 19     |
| 2024/25                        | Coventry City   | Championship    | 15         | 7          | 0     | 0     | 2       | 0       | 17     | 7      |
| Totaal senioren                | Totaal senioren | Totaal senioren | 194        | 65         | 18    | 8     | 4       | 0       | 216    | 73     |
| Carrièretotaal                 | Carrièretotaal  | Carrièretotaal  | 220        | 84         | 18    | 8     | 4       | 0       | 242    | 92     |
| Bijgewerkt op 26 december 2024 |                 |                 |            |            |       |       |         |         |        |        |

1Overige officiële wedstrijden, te weten UEFA Europa League, EFL Cup en play-offs.

## Interlandcarrière
Wright speelde reeds voor diverse Amerikaanse nationale jeugdselecties. Hij maakte 27 doelpunten in 34 competitiewedstrijden voor de Verenigde Staten –17. Onder leiding van bondscoach Gregg Berhalter Wright zijn interlanddebuut voor de Amerikaanse nationale ploeg op 2 juni 2022 tijdens een  vriendschappelijk duel tegen Marokko in Cincinnati. Hij viel tijdens de rust in voor Jesús Ferreira. Wright scoorde direct bij zijn debuut en bepaalde uit een strafschop de 3-0 eindstand.
| Interlands van Haji Wright voor Verenigde Staten | Interlands van Haji Wright voor Verenigde Staten | Interlands van Haji Wright voor Verenigde Staten | Interlands van Haji Wright voor Verenigde Staten | Interlands van Haji Wright voor Verenigde Staten | Interlands van Haji Wright voor Verenigde Staten |
| №                                                | Datum                                            | Wedstrijd                                        | Uitslag                                          | Competitie                                       | Goals                                            |
| Als speler bij Antalyaspor                       | Als speler bij Antalyaspor                       | Als speler bij Antalyaspor                       | Als speler bij Antalyaspor                       | Als speler bij Antalyaspor                       | Als speler bij Antalyaspor                       |
| ------------------------------------------------ | ------------------------------------------------ | ------------------------------------------------ | ------------------------------------------------ | ------------------------------------------------ | ------------------------------------------------ |
| 1                                                | 2 juni 2022                                      | Verenigde Staten – Marokko                       | 3 – 0                                            | Vriendschappelijk                                | 1                                                |
| 2                                                | 5 juni 2022                                      | Verenigde Staten – Uruguay                       | 0 – 0                                            | Vriendschappelijk                                | 0                                                |
| 3                                                | 15 juni 2022                                     | El Salvador – Verenigde Staten                   | 1 – 1                                            | CONCACAF Nations League                          | 0                                                |
| 4                                                | 21 november 2022                                 | Wales – Verenigde Staten                         | 1 – 1                                            | WK 2022                                          | 0                                                |
| 5                                                | 25 november 2022                                 | Engeland – Verenigde Staten                      | 0 – 0                                            | WK 2022                                          | 0                                                |
| 6                                                | 29 november 2022                                 | Iran – Verenigde Staten                          | 0 – 1                                            | WK 2022                                          | 0                                                |
| 7                                                | 3 december 2022                                  | Nederland – Verenigde Staten                     | 3 – 1                                            | WK 2022                                          | 1                                                |
| Als speler bij Coventry City                     |                                                  |                                                  |                                                  |                                                  |                                                  |
| 8                                                | 21 maart 2024                                    | Verenigde Staten – Jamaica                       | 3 – 1 n.v.                                       | CONCACAF Nations League                          | 2                                                |
| 9                                                | 24 maart 2024                                    | Mexico – Verenigde Staten                        | 0 – 2                                            | CONCACAF Nations League                          | 0                                                |
| 10                                               | 8 juni 2024                                      | Verenigde Staten – Colombia                      | 1 – 5                                            | Vriendschappelijk                                | 0                                                |
| 11                                               | 1 juli 2024                                      | Verenigde Staten – Uruguay                       | 0 – 1                                            | Copa América                                     | 0                                                |
| 12                                               | 7 september 2024                                 | Verenigde Staten – Canada                        | 1 – 2                                            | Vriendschappelijk                                | 0                                                |
| 13                                               | 11 september 2024                                | Verenigde Staten – Nieuw-Zeeland                 | 1 – 1                                            | Vriendschappelijk                                | 0                                                |
| 14                                               | 13 oktober 2024                                  | Verenigde Staten – Panama                        | 2 – 0                                            | Vriendschappelijk                                | 0                                                |
| 15                                               | 16 oktober 2024                                  | Mexico – Verenigde Staten                        | 2 – 0                                            | Vriendschappelijk                                | 0                                                |